# نمازپور
نمازپور (به لاتین: Namazpur) یک روستا در بنگلادش است که در استان باریسال و در ناحیه پیروج‌پور واقع شده‌است.